# Alfred Dyduch
Alfred Dyduch (ur. 31 października 1925, zm. 19 września 1939 w Gdyni) – gdyński harcerz, najmłodszy obrońca Kępy Oksywskiej. Zginął na Obłużu podczas kampanii wrześniowej. Według Bolduana i Podgórecznego, zginął próbując nawiązać łączność z dowództwem. Według wspomnień Czesława Jarmoca i Leona Kulaszewskiego zginął w wyniku odniesionych ran. Jarmoc, polski żołnierz, przyniósł broczącego krwią Dyducha do domu Kulaszewskiego. Dyduch miał jedną nogę prawie urwaną. Kulaszewski zaopiekował się nim, udostępniając mu posłanie. Chłopiec, pomimo poważnych obrażeń był spokojny i do ostatniej chwili trzymał mocno swój karabin. Wkrótce zmarł.
Na Obłużu znajduje się pomnik poświęcony Alfredowi Dyduchowi.